# Pedro de Escobar (compositeur)
Pour les articles homonymes, voir Escobar.
Pedro de Escobar (vers 1465 - après 1535), alias Pedro do Porto, est un compositeur portugais de la Renaissance, principalement actif en Espagne. Il est l'un des premiers et des plus talentueux compositeurs de polyphonie de la péninsule Ibérique, dont la musique a survécu.

## Biographie
Il naît à Porto, royaume de Portugal, mais rien de sa vie n'est connu jusqu'à son entrée au service d'Isabelle la Catholique en 1489. Son nom de famille est d'origine castillane, et il est peut-être né d'immigrants ou de descendants castillans établis à Porto. Mais les Castillans le considéraient comme Portugais.
Il est chanteur à  la chapelle de la Reine catholique pendant dix ans et s'avère être compositeur également ; de plus, il est le seul membre de sa chapelle décrit dans les documents de la cour comme Portugais. En 1499, il retourne dans son Portugal natal, mais en 1507, il reçoit une offre d'emploi qu'il accepte, comme maestro de capilla (maître de chapelle en langue castillane) à la cathédrale de Séville.
Il a alors la charge des garçons de chœur, s'occupant de leur internat tout en leur apprenant à chanter ; après s'être plaint en vain de ses bas appointements, il finit par démissionner. En 1521, il travaille au Portugal comme mestre de capela (maître de chapelle en portugais) pour le prince Dom Afonso, cardinal-infant du Portugal, fils de Manuel Ier du Portugal. Sa carrière semble s'être mal terminée : pour ce qui est du dernier épisode de sa vie, un document de 1535 mentionne son alcoolisme et indique également qu'il vivait dans la misère.
Il meurt à Évora après 1535.

## Musique et influence
Deux messes complètes d'Escobar ont été retrouvées, y compris un requiem (Missa pro defunctis), le premier d'un compositeur de la péninsule Ibérique. Son travail connu comprend également un Magnificat, 7 motets (dont un Stabat Mater), 4 antiphons, 8 hymnes et 18 villancicos, mais il est fort probable que sa paternité soit cachée parmi les nombreuses œuvres anonymes des manuscrits portugais et espagnols de la Renaissance. Sa musique était populaire, comme l'atteste l'apparition de copies dans des endroits éloignés ; par exemple, des scribes indigènes ont copié deux de ses manuscrits au Guatemala. Son motet Clamabat autem mulier Cananea a été particulièrement apprécié par ses contemporains, et a servi de source à des pièces instrumentales de compositeurs ultérieurs, à savoir Alonso Mudarra.

## Discographie
- Motets, hymns, Missa pro defunctis - Quodlibet (12-13 août 1987, CRD) (OCLC 24106539)
- Missa pro defunctis - Ensemble Gilles Binchois, dir. Dominique Vellard (6-9 septembre 1997, Virgin 5453282) (OCLC 658450901)
- Missa in granada - Ensemble Cantus Figuratus, dir. Dominique Vellard (juin 2000, Christophorus CHR 7763) (OCLC 905662154)

En récitals
- Clamabat autem mulier ; Passame por Dios, barquero ; Salve Regina, dans Espagne et Nouveau Monde : musique de la Renaissance d'Aragon et du Mexique - The Hilliard Ensemble (janvier 1991, Virgin 5 61394 2) (OCLC 39221222)
- Clamabat autem mulier (octobre 1992, Naxos) (OCLC 34604798) — avec des œuvres de Cardoso, Lobo, etc.
- Himnos. In festivitatibus beatissimae Virginis Mariae ; In Epiphania Domini ; In natale Apostolorum, dans Musica hispanica : Musique de l'âge d'or de l'Espagne - Flautando Köln (24-27 février 2004, WDR/Ars Musici) (OCLC ) — avec des œuvres de Diego Ortiz, Costanzo Festa, Antonio de Cabezón…
- Stabat mater dolorosa, dans Lamentationes - New York Polyphony (juin 2018, SACD BIS) (OCLC 1120213035) — avec des œuvres de Francisco de Peñalosa et Francisco Guerrero.